# 中村英正
中村 英正（なかむら ひでまさ、1967年12月12日 - ）は、日本の財務官僚。主計局次長（次席）、主税局審議官、こども家庭庁長官官房長を経て、こども家庭庁成育局長。

## 来歴
スイス生まれ。幼少期はタイ、アメリカで育つ。祖父が大蔵省の山田義見（会計検査院長）、父が外務省の中村順一（駐ベルギー特命全権大使）。妻は一万田尚登（第18代日銀総裁、大蔵大臣）の孫。筑波大学付属駒場高等学校卒業、1991年に東京大学法学部を卒業し、大蔵省（現：財務省）に入省。理財局資金第一課（現：財政投融資総括課）に配属。当時の財政投融資は郵便貯金を原資しており、郵政省（現：郵政会社）がカウンターパート。大臣は郵便貯金の民営化を主張していた小泉純一郎。小泉の考えに共感し、留学の志願エッセイのテーマは郵政民営化となった。ハーバード大学ケネディスクールに留学。政策分析の基礎となる経済理論、金融論、統計学、ディベートなどを学んだ。
1999年7月に大臣官房文書課長補佐（審査管理）兼大臣官房秘書課長補佐（調査）。採用を担当し、多くの学生と議論を交わした。
在アメリカ合衆国日本国大使館の後、2004年7月に主計局法規課長補佐（法規一）。2005年7月から主計局主査（文部科学係）。教育予算を担当。部分的に教員の給与体系にインセンティブな仕組みを導入した。
その後は大臣官房文書課法令審査室長、フランスのOECDなどを経る。
財務省からの出向（当時は主税局総務課主税企画官兼主税局総務課社会保障・税一体改革調整室長兼大臣官房文書課）で、2014年5月に東京オリンピック・パラリンピック競技大会組織委員会の企画財務局長＝チーフ・ファイナンシャル・オフィサー（CFO）に就任。大会ビジョン策定や2015年から翌年にかけた新エンブレム選考などの統括も担当した。
2018年6月に室伏広治と交代で組織委のスポーツ局長に就任、同時に組織委の大会開催統括であるゲームズ・デリバリー・オフィサー（GDO）に就任。
2021年6月以降は、運営統括であるメイン・オベレーション・センター（MOC）チーフという肩書でメディアに出演するようになった。
2022年7月1日に主計局次長（次席）。同年7月25日より内閣官房内閣審議官（内閣官房副長官補付））、内閣官房全世代型社会保障構築本部事務局審議官、内閣官房令和3年経済対策世帯給付金等事業企画室審議官を兼務。同年9月14日より内閣官房令和4年物価・賃金・生活総合対策世帯給付金及び令和3年経済対策世帯給付金等事業企画室審議官を兼務。2023年7月4日財務省大臣官房審議官（主税局担当）。2024年7月5日にこども家庭庁長官官房長。2025年7月8日にこども家庭庁成育局長に就任。